# Eurithia excellens
Eurithia excellens là một loài ruồi trong họ Tachinidae.